# Stigmella
Genre
Synonymes
- Nepticula Heyden 1843
- Dysnepticula Börner, 1925
- Astigmella Puplesis, 1984

Stigmella est un genre de petits lépidoptères (papillons) de la famille des  Nepticulidae.

## Liste des espèces
- Stigmella abachausi
- Stigmella abutilonica
- Stigmella acalyphae
- Stigmella aceris
- Stigmella acrochaetia
- Stigmella acuta
- Stigmella aeneofasciella
- Stigmella ageratinae
- Stigmella aigialeia
- Stigmella aladina
- Stigmella alaurulenta
- Stigmella albilamina
- Stigmella aliena
- Stigmella alikurokoi
- Stigmella alisa
- Stigmella allophylica
- Stigmella allophylivora
- Stigmella altella
- Stigmella alticosma
- Stigmella altimontana
- Stigmella altiplanica
- Stigmella ampla
- Stigmella ampullata
- Stigmella amuriella
- Stigmella amygdali
- Stigmella andina
- Stigmella androflavus
- Stigmella angusta
- Stigmella angustivalva
- Stigmella apicibrunella
- Stigmella arequipica
- Stigmella assimilella
- Stigmella atrata
- Stigmella atricapitella
- Stigmella attenuata
- Stigmella aurella
- Stigmella auriargentata
- Stigmella auricularia
- Stigmella aurifasciata
- Stigmella aurora
- Stigmella austroamericana
- Stigmella azaroli
- Stigmella azukinashii
- Stigmella azulella
- Stigmella azuminoensis
- Stigmella baccharicola
- Stigmella barbata
- Stigmella basiguttella
- Stigmella betulicola
- Stigmella bicuspidata
- Stigmella bipartita
- Stigmella birgittae
- Stigmella boehmeriae
- Stigmella brutea
- Stigmella caesurifasciella
- Stigmella calceolariae
- Stigmella calceolarifoliae
- Stigmella caliginosa
- Stigmella cana
- Stigmella cassiniae
- Stigmella castanopsiella
- Stigmella catharticella
- Stigmella cathepostis
- Stigmella celtifoliella
- Stigmella chaenomelae
- Stigmella charistis
- Stigmella childi
- Stigmella chrysopterella
- Stigmella circumargentea
- Stigmella clinopodiella
- Stigmella clisiotophora
- Stigmella cocciferae
- Stigmella conchyliata
- Stigmella concreta
- Stigmella confertae
- Stigmella confinalis
- Stigmella continuella
- Stigmella cornuta
- Stigmella coronaria
- Stigmella costalimai
- Stigmella costaricensis
- Stigmella crassifoliae
- Stigmella crataegella
- Stigmella crataegivora
- Stigmella crenulatae
- Stigmella crotonica
- Stigmella cuprata
- Stigmella cypracma
- Stigmella decora
- Stigmella dentatae
- Stigmella desperatella
- Stigmella diniensis
- Stigmella dissona
- Stigmella divina
- Stigmella dolia
- Stigmella dombeyivora
- Stigmella dorsiguttella
- Stigmella ebbenielseni
- Stigmella eberhardi
- Stigmella egonokii
- Stigmella egregilustrata
- Stigmella eiffeli
- Stigmella emarginatae
- Stigmella epicosma
- Stigmella erysibodea
- Stigmella eurydesma
- Stigmella evanida
- Stigmella expressa
- Stigmella fasciata
- Stigmella fervida
- Stigmella ficivora
- Stigmella floslactella
- Stigmella fluida
- Stigmella freyella
- Stigmella fulva
- Stigmella fumida
- Stigmella fuscilamina
- Stigmella galactacma
- Stigmella gallicola
- Stigmella geimontani
- Stigmella generalis
- Stigmella geranica
- Stigmella gimmonella
- Stigmella glutinosae
- Stigmella gossypii
- Stigmella gracilipae
- Stigmella grewiae
- Stigmella guatemalensis
- Stigmella guittonae
- Stigmella gustafssoni
- Stigmella gutlebiella
- Stigmella gynoxyphaga
- Stigmella hahniella
- Stigmella hakekeae
- Stigmella hamamelella
- Stigmella hamata
- Stigmella hamishella
- Stigmella hisaii
- Stigmella hoheriae
- Stigmella honshui
- Stigmella hortorum
- Stigmella huahumi
- Stigmella humboldti
- Stigmella hybnerella
- Stigmella hylomaga
- Stigmella ichigoiella
- Stigmella ilicifoliella
- Stigmella ilsea
- Stigmella imperatoria
- Stigmella inca
- Stigmella incognitella
- Stigmella insignis
- Stigmella intronia
- Stigmella jaguari
- Stigmella japonica
- Stigmella johannis
- Stigmella kaimanua
- Stigmella kao
- Stigmella karsholti
- Stigmella kasyi
- Stigmella kazakhstanica
- Stigmella kimae
- Stigmella kozlovi
- Stigmella kristenseni
- Stigmella kumashidai
- Stigmella kumatai
- Stigmella kurii
- Stigmella kurilensis
- Stigmella kurokoi
- Stigmella kurotsubarai
- Stigmella lachemillae
- Stigmella lamiacifoliae
- Stigmella lapponica
- Stigmella laquaeorum
- Stigmella latifoliae
- Stigmella lauta
- Stigmella lemniscella
- Stigmella lepida
- Stigmella letabensis
- Stigmella leucargyra
- Stigmella liota
- Stigmella lithocarpella
- Stigmella lobata
- Stigmella lonicerarum
- Stigmella lucida
- Stigmella luteella
- Stigmella macrolepidella
- Stigmella magdalenae
- Stigmella magica
- Stigmella magnispinella
- Stigmella malella
- Stigmella mandingella
- Stigmella maoriella
- Stigmella marmorea
- Stigmella maya
- Stigmella maytenivora
- Stigmella mevia
- Stigmella micromelis
- Stigmella microtheriella
- Stigmella minusculella
- Stigmella mirabella

## Évocation dans les arts
L'écrivaine française George Sand mentionne plusieurs espèces de papillons dans son conte La Fée aux gros yeux paru dans la seconde série des Contes d'une grand-mère en 1876. Elle cite et décrit notamment les espèces alors appelées nepticula marginicollella et  nepticula centifoliella.